# НПП «КлАСС»
ЗАО «Научно-производственное предприятие «КлАСС»» — российский разработчик и производитель средств индивидуальной бронезащиты.
Большинство изделий приняты на вооружение и серийно поставляются в подразделения МВД, Министерство обороны, ФСО, Минюст, МЧС России, а также в охранные и инкассаторские службы.
В 2010 году газета «Московский комсомолец» сообщила о проведении доследственной проверки Главной военной прокуратурой поставок компанией некачественных бронежилетов для внутренних войск по завышенным ценам.
23 июня 2023 года, из-за российского вторжения в Украину, НПП «КлАСС» включено в блокирующий санкционный список стран Евросоюза как компания которая производит и поставляет средства защиты для российских военных, «это снаряжение использовалось российскими военными в агрессивной войне против Украины». 1 мая 2024 года НПП «КлАСС» включено в санкционный список США против военно-промышленной базы России. Также НПП было включено в санкционный список Украины и Швейцарии.